# Dispositivo inteligente
Un dispositivo inteligente es un dispositivo electrónico, por lo general conectado a otros dispositivos o redes a través de diferentes protocolos como Bluetooth, NFC, Wi-Fi, 3G, X10, etc, que puede funcionar hasta cierto punto de forma interactiva y autónoma. 
La opinión generalizada es que este tipo de dispositivos superarán a cualquier otra forma de computación inteligente y de comunicación, en un tiempo muy corto. Varios dispositivos notables a la hora de escribir son los teléfonos inteligentes como el iPhone de Apple o la mayoría de los dispositivos con sistema operativo Android, phablets y tabletas, como el iPad de Apple o el Google Nexus 7.
El término también puede referirse a un aparato de computación ubicua: un dispositivo que exhibe algunas propiedades de la computación ubicua, incluyendo la inteligencia artificial.
Los dispositivos inteligentes pueden estar diseñados para soportar una variedad de factores de forma y una gama de propiedades pertenecientes a la computación ubicua y también se puede utilizar en cualquier combinación de los tres principales entornos de sistema: mundo físico, ambientes humanos centrados y entornos informáticos distribuidos.
En los últimos años, los dispositivos inteligentes se han hecho populares entre objetos de uso cotidiano como bombillas, relojes, cepillos de dientes, etc. que permiten ser utilizados para cuantificar tus actividades o ser controlados mediante asistentes virtuales. Esto permite lograr un hogar domotizado con poco trabajo al poderse utilizar hubs que conecten todos los elementos. 